# 百瀬祐一郎
百瀬 祐一郎（ももせ ゆういちろう）は、日本の男性アニメーションプロデューサー、脚本家、小説家。ufotable出身。インクストゥエンター所属。

## 来歴・人物
文化服装学院卒業。「自分が好きなブランドにどうにか入りたい」という意思で面接まで漕ぎ着け、2005年末に会社へ入社しアパレル業界へ進み、3年間販売を務めた。
その後ufotableに入りたいと思うも募集をしておらず、一社を不合格になった後に改めてufotableのサイトを見た所「ufotable Cafe」のバイトに目を付ける。10ヶ月程働いた後、ufotableのプロデューサーと親しくなり『Fate/Zero』の第2話「偽りの戦端」で初の制作進行を務めた。同作が終わった頃にアパレル業界に務めていた頃から小説を執筆したいと思っていた百瀬は、制作進行と並行して小説を書き始めた。
その後会社を辞め、バーで偶然編集者と出会い本格的に小説執筆を始める。そして文化服装学院時代の友人にブランドを紹介してもらい正社員として入社し、3年間務めた。
2015年末に後の小説家デビュー作である『オール・ジョブ・ザ・ワールド』を書き始め、ブランドを退社。作家専業として活動を開始しようとした所、友人の紹介でアニメ制作会社のNAZへ向かい、『はじめてのギャル』でプロデューサー、シリーズ構成、脚本を務める。同作を選んだ理由はNAZの社長の須田泰雄から3作品の原作を手渡され、「ラブコメが好きであり、キャラクターがギャルであった」ことと自身がシリーズ構成を手掛けることによって物語を動かしやすいと思ったことから来ている。
2017年9月に発売された『オール・ジョブ・ザ・ワールド』（富士見ファンタジア文庫）で小説家デビューを果たし、同年同月に開始したプロジェクト『ヒプノシスマイク -Division Rap Battle-』では世界観設定、キャラクター原案を担当する。
師匠としてアニメ監督の平尾隆之を挙げており、百瀬は「平尾監督がいなかったら、仕事にならなかった」と語っている。

## 参加作品

### テレビアニメ
2011年
- Fate/Zero（制作進行）

2012年
- Fate/Zero（第2期、制作進行）

2017年
- はじめてのギャル（シリーズ構成・脚本・アニメーションプロデューサー）

2018年
- 俺が好きなのは妹だけど妹じゃない（シリーズ構成・脚本）

2019年
- アフリカのサラリーマン（シリーズ構成・脚本）

2020年
- ＜Infinite Dendrogram＞-インフィニット・デンドログラム-（シリーズ構成・脚本）
- 『ヒプノシスマイク -Division Rap Battle-』Rhyme Anima（脚本・キャラクター設定原案・世界観設定）
- 禍つヴァールハイト -ZUERST-（脚本）

2021年
- 蜘蛛ですが、なにか?（シリーズ構成・脚本）

2022年
- 惑星のさみだれ（シリーズ構成・脚本）

2023年
- 六道の悪女たち（シリーズ構成・脚本）
- 冒険者になりたいと都に出て行った娘がSランクになってた（シリーズ構成・脚本）

2024年
- 魔女と野獣（シリーズ構成・脚本）
- 魔王2099（シリーズ構成・脚本）
- ハイガクラ（脚本）

### 劇場アニメ
2010年
- 空の境界 終章（協力）

2011年
- 桜の温度（制作進行）

### OVA
2012年
- みのりスクランブル!（制作補佐）
- ギョ（協力）

### Webアニメ
2022年
- テルマエ・ロマエ ノヴァエ（脚本）

### 小説
2017年
- オール・ジョブ・ザ・ワールド（富士見ファンタジア文庫、イラスト：ヤスダスズヒト、9月 - 、既刊2巻）

### ゲーム
2017年
- 真・女神転生 DEEP STRANGE JOURNEY OPアニメーション（アニメーションプロデューサー）

2020年
- 『ヒプノシスマイク -Alternative Rap Battle-』（イベントシナリオ）

### 漫画
- ヒプノシスマイク -Before The Battle- The Dirty Dawg（『少年マガジンエッジ』、漫画：鴉月ルイ、既刊4巻）
- ヒプノシスマイク -Division Rap Battle- side B.B & M.T.C（『月刊少年シリウス』、漫画：蟹江鉄史、既刊3巻）
- ヒプノシスマイク -Division Rap Battle- side F.P & M（『コミックZERO-SUM』、漫画：城キイコ、既刊3巻）
- ヒプノシスマイク -Division Rap Battle- side D.H & B.A.T（『マガジンポケット』、漫画：相羽紀行、既刊5巻）
- ヒプノシスマイク -Division Rap Battle- Dawn Of Divisions（『少年マガジンエッジ』、漫画：鴉月ルイ、既刊1巻）
- ヒプノシスマイク -Division Rap Battle- side B.B & M.T.C +（『月刊少年シリウス』、漫画：うまみザウルス、既刊2巻）
- ヒプノシスマイク -Division Rap Battle- side F.P & M +（『コミックZERO-SUM』、漫画：城キイコ、既刊2巻）
- THIS IS IT! 制作進行東雲次郎（『コミックNewtype』、漫画：犬威赤彦、全3巻）
- 異世界帰りの陰キャ、不良の王になる（『ジャンプTOON』、漫画：抹春、制作：Whomor）

### ドラマCD
2017年
- ヒプノシスマイク -Buster Bros!!!『Buster Bros!!! Generation』 Buster Bross!!!- Drama Track①、②（シナリオ）
- ヒプノシスマイク -MAD TRIGGER CREW『BAYSIDE M.T.C』ヨコハマ・ディビジョン MAD TRIGGER CREW- Drama Track①、②（シナリオ）
- ヒプノシスマイク -麻天狼『麻天狼-音韻臨床-』シンジュク・ディビジョン 麻天狼- Drama Track①、②（シナリオ）
- ヒプノシスマイク -Fling Posse『Fling Posse-F.P.S.M-』シブヤ・ディビジョン Fling Posse- Drama Track①、②（シナリオ）

2018年
- ヒプノシスマイク -Buster Bros!!! VS MAD TRIGGER CREW- Drama Track「Know Your Enemy side B.B VS M.T.C」、「Louder Than A Bomb」（シナリオ）
- ヒプノシスマイク -Fling Posse VS 麻天狼- Drama Track「Know Your Enemy Side F.P VS M」、「Just A Friend」（シナリオ）

2019年
- ヒプノシスマイク -The Champion- Drama Track「Me Against The World」、「証言」（シナリオ）
- ヒプノシスマイク -Enter the Hypnosis Microphone- Drama Track（シナリオ）

1. Fight For Your Right
2. Somebody Gotta Do It
3. We Just Wanna Party with You
4. 29歳のリアル
5. Don't Play No Game That I Can't Win

- ヒプノシスマイク -どついたれ本舗『あゝオオサカdreamin'night』- Drama Track「aikata back again」（シナリオ）
- ヒプノシスマイク -Bad Ass Temple『Bad Ass Temple Funky Sounds』- Drama Track「不退転の心は撃ち砕けない」（シナリオ）
- ヒプノシスマイク -Buster Bros!!!『Buster Bros!!! -Before The 2nd D.R.B-』- Drama Track「Helter Skelter」（シナリオ）

2020年
- ヒプノシスマイク -MAD TRIGGER CREW『MAD TRIGGER CREW -Before The 2nd D.R.B-』- Drama Track「All in the same boat」（シナリオ）
- ヒプノシスマイク -Fling Posse『Fling Posse -Before The 2nd D.R.B-』- Drama Track「マリオネットの孤独と涙と希望と」（シナリオ）
- ヒプノシスマイク -麻天狼『麻天狼 -Before The 2nd D.R.B-』- Drama Track「過去からのchaser」（シナリオ）
- ヒプノシスマイク -Division Rap Battle- side D.H & B.A.T 第1巻限定版特典CD Drama Track「The truth of the haunted house」
- ヒプノシスマイク -Division Rap Battle- Official Guide Book Drama Track「流転は篠突く雨ですら流せない」「山雨来たらんと欲して風楼に満つ」（シナリオ）

2021年
- ヒプノシスマイク -2nd Division Rap Battle- 1st Battle CD『どついたれ本舗 VS Buster Bros!!!』 Drama Track「Aikata(s) Back Again」、「Life is what you make it」（シナリオ）
- ヒプノシスマイク -2nd Division Rap Battle- 2nd Battle CD『Bad Ass Temple vs 麻天狼』 Drama Track「和衷共同」、「錆びつけば進めず、臆すれば誇りを失う。故に我々は己に否を焼べ、火を灯し続ける」（シナリオ）
- ヒプノシスマイク -2nd Division Rap Battle- 3rd Battle CD『Fling Posse VS MAD TRIGGER CREW』 Drama Track「Catch Us If You Can」、「A dream… for good or evil」（シナリオ）
- ヒプノシスマイク -Division Rap Battle- side D.H & B.A.T 第3巻限定版特典CD Drama Track「B・A・Tの不思議な事件簿」（シナリオ）
- ヒプノシスマイク -Division Rap Battle- side B.B & M.T.C + 第1巻限定版特典CD Drama Track「Respect each other」（シナリオ）
- ヒプノシスマイク -Division Rap Battle- side F.P & M + 第1巻限定版特典CD Drama Track「幻太郎、帝統のアフレコ体験記！」（シナリオ）
- ヒプノシスマイク -Division Rap Battle- side D.H & B.A.T 第5巻限定版特典CD Drama Track「『商店街のヌルサラ』ナゴヤ編」（シナリオ）
- ヒプノシスマイク -Division Rap Battle- Dawn Of Divisions 第1巻限定版特典CD Drama Track「Aibou Back Again」（シナリオ）

2022年
- ヒプノシスマイク-キズアトがキズナとなる-Drama Track「六色が交わる時、『』が始まる」、「Fling Posse Inc.」（シナリオ）
- ヒプノシスマイク-CROSS A LINE-Drama Track「Mixed Up」（シナリオ）

### その他
2017年
- さくらインターネット 20周年記念ムービー（エグゼクティブプロデューサー）